# I prosseneti
I prosseneti è un film italiano del 1976 diretto da Brunello Rondi.

## Trama
Il conte Davide è un appassionato di cocktail che aspira a pubblicare un trattato sulle miscele di alcolici da lui ideate: con la moglie Gilda ha adibito la villa a luogo d'appuntamento riservato a persone abbienti dai vizi insoliti, così da risollevarsi dalle difficoltà economiche passate. Tra gli ospiti figurano Aldobrando, ex mercenario che tormenta psicologicamente la giovane donna a lui destinata raccontandole le torture subite dalla di lei madre, Giorgio, un regista teatrale che si eccita con una messa in scena esotica, l'ambasciatore José che fa l'amore con Lily davanti a un filmato dell'ex fidanzata Angela e un direttore generale della televisione che stupra una ragazza di nome Linda, arruolata da Giusi nella casa contro la sua volontà.
A conclusione i due danno una festa per il compleanno di Gilda in cui compare all'improvviso Jule, una donna in motocicletta, che offre le sue nudità agli ospiti.

## Distribuzione
Il film venne distribuito nelle sale italiane a partire dal 28 aprile 1976.